# Siostry wampirki 2
Siostry wampirki 2 (niem. Die Vampirschwestern 2 – Fledermäuse im Bauch) – niemiecki film familijny z 2014 roku w reżyserii Wolfganga Groosa. Adaptacja serii książek o tym samym tytule autorstwa Franziski Gehm. Sequel filmu Siostry wampirki (2012). 
Zdjęcia kręcono w Bochum, Kolonii, Herne, Schwalmtal, Ratingen i Monachium. Film zarobił w Niemczech 4 600 126 dolarów.

## Obsada
- Marta Martin jako Silvania Tepes
- Laura Roge jako Dakaria Tepes
- Christiane Paul jako Elvira Tepes
- Stipe Erceg jako Mihai Tepes
- Michael Kessler jako Dirk van Kombast
- Richy Müller jako Ali Bin Szyk
- Diana Amft jako pielęgniarka Ursula
- Georg Friedrich jako Xantor
- Tim Oliver Schultz jako Murdo
- Michael Keseroglu jako Floxo
- Jamie Bick jako Helena Steinbrück
- Jonas Holdenrieder jako Ludo Schwarzer
- Jeremias Meyer jako Jacob Barton
- Ilse Strambowski jako pani Hase
- Steve Hudson jako Richard Barton
- Anne Gehrig jako Franziska Barton